# Eugen Schmalenbach
Johann Wilhelm Eugen Schmalenbach (Halver, Renania del Norte-Westfalia, 20 de agosto de 1873 - Colonia, 20 de febrero de 1955) fue un economista alemán. Se le considera uno de los fundadores de la administración de empresas como materia académica. No debe confundirse con su hermano el filósofo Herman Schmalenbach.

## Biografía
Eugen Schmalenbach fue hijo del fabricante de ferretería Friedrich Schmalenbach (*1847, † 7 de abril de 1906) y su esposa Emma (apellido de soltera Halverscheid). Poco después de su nacimiento, la familia se mudó a Breckerfeld. Sin embargo, en 1882 se mudaron nuevamente, esta vez a Elberfeld (hoy en día parte de Wuppertal), donde su padre se convirtió en un "empresario penitenciario", empleando a reclusos. Debido a dificultades financieras, Schmalenbach tuvo que abandonar la escuela secundaria en 1890.
Antes de hacer un período de prácticas en una empresa de ingeniería mecánica, pasó poco tiempo en la Escuela Técnica Real de Industria del Acero y Ferretería en Remscheid. En 1891 comenzó un aprendizaje comercial en Velbert y en 1894 se unió al negocio de su padre. Tres años después, asumió el liderazgo de la empresa.
En 1898, contra la voluntad de su padre, se matriculó en la recién fundada Escuela Superior de Comercio de Leipzig y se inscribió como uno de los primeros estudiantes en la especialidad de Técnica Comercial. En 1899 presentó un trabajo sobre el entonces novedoso concepto de contabilidad de contribución marginal. En 1900 se graduó con una calificación de 1,0 y comenzó directamente sus estudios en economía nacional con Karl Bücher, donde luego se convirtió en su asistente.
En 1901, Schmalenbach se casó con Marianne Sachs. De su matrimonio nacieron dos hijos, una hija llamada Marianne (1902) y un hijo llamado Fritz (1909-1984).
A partir de 1903, fue profesor en la Escuela Superior de Comercio de Colonia y en ese mismo año se habilitó allí sin previa promoción con un trabajo que no se encuentra disponible: "La presentación contable de la gestión empresarial", que posteriormente condujo a su teoría de los precios de transferencia, y luego enseñó como profesor privado. En 1906 fue nombrado profesor en esta escuela, en 1919 se convirtió en profesor titular y catedrático de la Facultad de Ciencias Económicas y Sociales de la Universidad de Colonia.
Eugen Schmalenbach consideraba que la administración de empresas era un arte orientado a la práctica empresarial, lo cual iba en contra de la opinión de Wilhelm Rieger, quien veía la administración de empresas como una ciencia pura. Este debate se conoce como el segundo conflicto de métodos, después del conflicto de métodos de la economía nacional. Schmalenbach le dio al campo de estudio de la administración de empresas su nombre actual.
También en su tesis de habilitación de 1903, Schmalenbach sentó las bases del cálculo de la contribución marginal. En 1906 fundó la revista "Zeitschrift für handelswissenschaftliche Forschung" (Revista de Investigación Comercial), que hasta el día de hoy sigue existiendo bajo el nombre de "Schmalenbachs Zeitschrift für betriebswirtschaftliche Forschung" (Revista de Investigación en Administración de Empresas de Schmalenbach). En 1908, expuso la necesidad de introducir precios de transferencia dentro de las corporaciones. Su ensayo "Privatwirtschaftslehre Kunstwirtschaftslehre" (Economía privada como arte de la economía) de 1911 buscaba proporcionar conocimientos prácticos en forma de reglas comerciales, usos comerciales o reglas de toma de decisiones. El principal concepto detrás de esto era el principio de utilizar los recursos de la manera más económica posible. Estos temas fundamentales lo convirtieron en el fundador de la "Escuela de Colonia" como una denominación conceptual para las enseñanzas de Schmalenbach y sus estudiantes directos, nombrada así por la Universidad de Colonia, donde ejerció durante mucho tiempo.
Su fama como economista se consolidó durante la Primera Guerra Mundial. Es autor de la teoría del balance dinámico o efecto Schmalenbach, que busca calcular de manera más cercana a la realidad el resultado de la empresa, y que se aplica ampliamente en la gestión empresarial y el análisis de gastos fijos, ya que establece un plan contable.
Sostenía que a medida que aumenta la proporción de los gastos fijos, las empresas pierden capacidad para adaptarse a las variaciones del mercado. Su método consiste en realizar un análisis comparado de los estados de resultados de una empresa durante dos períodos consecutivos e atribuir la variación de las ganancias a tres posibles causas:
- Variación en el margen de beneficio.
- Alteración en el volumen de ventas de la empresa.
- Modificación en el grado de ocupación de los recursos y planta.

Debido a su matrimonio con una mujer judía, él y su esposa fueron víctimas de la espiral represiva del régimen nazi. En 1933, se adelantó a su jubilación forzada al solicitar la emeritación. En ese momento, la familia estaba amenazada por la reducción de las raciones de alimentos y la prohibición de obtener papel, llegando al punto de ser amenazada con ser enviada a Theresienstadt. Durante algún tiempo, el estatus de su "matrimonio mixto privilegiado" los protegió de la deportación. En la fase final de la Segunda Guerra Mundial, la familia se escondió en casa de Ludwig Feist, antiguo asistente y amigo de Schmalenbach, y su esposa Gertrud.
Después del final de la guerra, pudo regresar a la universidad como catedrático y continuó enseñando hasta 1947. Hasta 1950, fue director del Seminario de Organización Empresarial. En 1951, Schmalenbach se jubiló. Su sucesor en la universidad fue Erich Gutenberg.

## Obra
- Grundlagen dynamische Bilanzlehre (Fundamentos de una teoría dinámica del balance, 1919).
- Goldmarbilanz (El balance en marcos de oro, 1922).
- Dynamishe Bilanz (Balance dinámico, 1962).